# Lijst van spelers van het Albanese voetbalelftal
Deze lijst van spelers van het Albanese voetbalelftal geeft een overzicht van alle voetballers die minimaal dertig interlands achter hun naam hebben staan voor Albanië. Vetgedrukte spelers zijn in 2023 nog voor de nationale ploeg uitgekomen.

## Overzicht
- Bijgewerkt tot en met 8 september 2023

| Naam speler        | Debuut | Laatst | Interlands | Goals |
| ------------------ | ------ | ------ | ---------- | ----- |
| Lorik Cana         | 2003   | 2016   | 93         | 1     |
| Altin Lala         | 1998   | 2011   | 79         | 3     |
| Elseid Hysaj       | 2013   | 2023   | 78         | 2     |
| Etrit Berisha      | 2012   | 2023   | 78         | 0     |
| Klodian Duro       | 2000   | 2011   | 77         | 6     |
| Erjon Bogdani      | 1996   | 2013   | 75         | 18    |
| Ervin Skela        | 2000   | 2011   | 75         | 13    |
| Ansi Agolli        | 2005   | 2017   | 73         | 3     |
| Foto Strakosha     | 1990   | 2005   | 73         | 0     |
| Odise Roshi        | 2011   | 2022   | 71         | 5     |
| Andi Lila          | 2007   | 2018   | 70         | 0     |
| Igli Tare          | 1997   | 2007   | 68         | 10    |
| Alban Bushi        | 1995   | 2007   | 67         | 14    |
| Altin Haxhi        | 1995   | 2009   | 67         | 3     |
| Armend Dallku      | 2005   | 2013   | 64         | 1     |
| Altin Rraklli      | 1992   | 2005   | 63         | 11    |
| Rudi Vata          | 1990   | 2001   | 59         | 5     |
| Ervin Bulku        | 2002   | 2014   | 56         | 1     |
| Sokol Cikalleshi   | 2014   | 2023   | 55         | 12    |
| Berat Gjimshiti    | 2015   | 2023   | 51         | 1     |
| Hamdi Salihi       | 2006   | 2015   | 50         | 11    |
| Mërgim Mavraj      | 2012   | 2019   | 50         | 3     |
| Amir Abrashi       | 2013   | 2022   | 50         | 1     |
| Bekim Balaj        | 2012   | 2022   | 48         | 9     |
| Arjan Xhumba       | 1994   | 2002   | 48         | 0     |
| Jahmir Hyka        | 2007   | 2018   | 47         | 2     |
| Elvin Beqiri       | 2002   | 2009   | 47         | 0     |
| Ermir Lenjani      | 2013   | 2022   | 45         | 5     |
| Sulejman Demollari | 1983   | 1995   | 45         | 1     |
| Debatik Curri      | 2006   | 2014   | 44         | 1     |
| Ledian Memushaj    | 2010   | 2021   | 44         | 1     |
| Freddie Veseli     | 2015   | 2022   | 44         | 13    |
| Besnik Hasi        | 2000   | 2007   | 43         | 2     |
| Arjan Beqaj        | 1998   | 2011   | 43         | 0     |
| Edvin Murati       | 1998   | 2006   | 42         | 4     |
| Edmond Kapllani    | 2004   | 2014   | 41         | 6     |
| Ilir Shulku        | 1992   | 2000   | 40         | 1     |
| Armando Sadiku     | 2012   | 2023   | 39         | 12    |
| Bledar Kola        | 1994   | 2001   | 39         | 6     |
| Devi Muka          | 1998   | 2007   | 39         | 1     |
| Hysen Zmijani      | 1984   | 1995   | 36         | 2     |
| Kristi Vangjeli    | 2007   | 2012   | 35         | 0     |
| Migjen Basha       | 2013   | 2019   | 34         | 3     |
| Geri Cipi          | 1995   | 2005   | 34         | 0     |
| Ardian Ismajli     | 2018   | 2023   | 33         | 2     |
| Myrto Uzuni        | 2018   | 2023   | 32         | 5     |
| Sokol Kushta       | 1987   | 1996   | 31         | 10    |
| Rey Manaj          | 2015   | 2022   | 31         | 7     |
| Taulent Xhaka      | 2014   | 2019   | 31         | 1     |
| Nevil Thamas Dede  | 1995   | 2007   | 31         | 0     |
| Arian Bellai       | 1994   | 2003   | 30         | 1     |
| Artur Lekbello     | 1987   | 1996   | 30         | 0     |

FSHF · A-internationals · Bondscoaches · Statistieken · Albanees vrouwenelftal · Olympisch elftal · Albanië U21 · Albanië U20 · Albanië U19 · Albanië U18 · Albanië U17 · Albanië U16
1946 – 1949 · 
1950 – 1959 · 
1960 – 1969 · 
1970 – 1979 · 
1980 – 1989 · 
1990 – 1999 · 
2000 – 2009 · 
2010 – 2019 ·
2020 – 2029
EK 2016 · EK 2024
1946 · 
1947 · 
1948 · 
1949 · 
1950 · 
1951 · 
1952 · 
1953 · 
1954 · 1955 · 1956 · 
1957 · 
1958 · 
1959 · 1960 · 1961 · 1962 · 
1963 · 
1964 · 
1965 · 
1966 · 
1967 · 
1968 · 1969 · 
1970 · 
1971 · 
1972 · 
1973 · 
1974 · 1975 · 
1976 · 
1977 · 1978 · 1979 · 
1980 · 
1981 · 
1982 · 
1983 · 
1984 · 
1985 · 
1986 · 
1987 · 
1988 · 
1989 · 
1990 · 
1991 · 
1992 · 
1993 · 
1994 · 
1995 · 
1996 · 
1997 · 
1998 · 
1999 · 
2000 · 
2001 · 
2002 · 
2003 · 
2004 · 
2005 · 
2006 · 
2007 · 
2008 · 
2009 · 
2010 · 
2011 · 
2012 · 
2013 · 
2014 · 
2015 · 
2016 · 
2017 · 
2018 ·
2019 ·
2020 ·
2021 ·
2022 ·
2023 ·
2024
Algerije ·
Andorra ·
Argentinië ·
Armenië ·
Azerbeidzjan ·
Bahrein ·
België ·
Bosnië en Herzegovina ·
Bulgarije ·
Chili ·
China ·
Cuba ·
Cyprus ·
DDR ·
Denemarken ·
Duitsland ·
Engeland ·
Estland ·
Faeröer ·
Finland ·
Frankrijk ·
Georgië ·
Griekenland ·
Hongarije ·
Ierland ·
IJsland ·
Iran ·
Israël · 
Italië ·
Joegoslavië ·
Jordanië ·
Kameroen ·
Kazachstan ·
Kosovo ·
Kroatië ·
Letland ·
Liechtenstein ·
Litouwen ·
Luxemburg ·
Malta ·
Marokko ·
Mexico ·
Moldavië ·
Montenegro ·
Nederland ·
Noord-Ierland ·
Noord-Macedonië ·
Noorwegen ·
Oekraïne ·
Oezbekistan ·
Oostenrijk ·
Polen ·
Portugal ·
Qatar ·
Roemenië ·
Rusland ·
San Marino ·
Saoedi-Arabië ·
Schotland ·
Servië ·
Slovenië ·
Spanje ·
Tsjechië ·
Tsjecho-Slowakije ·
Turkije ·
Vietnam ·
Wales ·
Wit-Rusland ·
Zweden ·
Zwitserland
Frankrijk (2016) · 
Roemenië (2016) · 
Zwitserland (2016)